# Doctor Who (8.ª temporada)
A oitava temporada ou trigésima-quarta temporada da série britânica de ficção científica Doctor Who teve início com o episódio "Deep Breath" no dia 23 de agosto de 2014 e foi encerrada com "Death in Heaven" no dia 8 de novembro de 2014. A temporada foi oficialmente confirmada em 20 de maio de 2013, com Steven Moffat como Produtor Executivo ao lado de Brian Minchin e Nikki Wilson, Peter Bennett e Paul Frift como Produtores.
A temporada marcou a estreia de Peter Capaldi como a nova encarnação do Doutor e o retorno de Jenna Coleman para a sua segunda temporada interpretando Clara Oswald. No elenco recorrente, tivemos a adição de Samuel Anderson como "Danny Pink" e de Michelle Gomez como a misteriosa "Missy". Neve McIntosh, Catrin Steward, Dan Starkey, Jemma Redgrave e Ingrid Oliver também retornam para o elenco na temporada.
As gravações da oitava temporada começaram a ser filmadas em 6 de janeiro de 2014 e terminaram em 6 de agosto de 2014, com exibição para 23 de agosto do mesmo ano, sendo exibida sem pausas até o natal. O primeiro episódio da temporada foi dirigido por Ben Wheatley.
Nessa nova temporada, o Doutor (Peter Capaldi) se regenerou e entra em uma disputa interna para descobrir se é um "Bom Homem", já Clara (Jenna Coleman) tenta viver uma vida dupla, viajando com o Doutor e tentando manter um romance com Danny Pink (Samuel Anderson). No misterioso mundo de Nethersphere, a enigmática Missy (Michelle Gomez) usa tecnologia Gallifreyana para recrutar os mortos. Será que o Doutor conseguirá se encontrar em sua nova personalidade? E por quanto tempo Clara conseguirá mantém sua vida dupla em segredo? E quais os planos de Missy?
No Brasil, o primeiro episódio, intitulado Respire Fundo, foi exibido em um encontro, patrocinado pela TV Cultura, na Livraria Saraiva de São Paulo em 23 de Agosto de 2015, e sendo exibido no dia seguinte na BBC HD, o resto da temporada foi exibida aos domingos na BBC HD e com uma semana de diferença para a exibição original. Na TV Cultura a temporada foi exibida entre 31 de agosto de 2015 e 15 de setembro de 2015.

## Lista de episódios
O primeiro episódio da temporada, "Deep Breath", teve 76 minutos de duração, segundo episódio mais longo deste de 2005, ficando atrás de "The Day of The Doctor" que teve 77 minutos de duração. Assim como a temporada anterior, a oitava temporada consiste em episódios individuais; o final da temporada foi divido em duas partes.
| História | Episódio | Título                                                         | Dirigido por      | Escrito por                    | Exibição original      | Audiência no Reino Unido (milhões) | AI |
| --- | -------- | -------------------------------------------------------------- | ----------------- | ------------------------------ | ---------------------- | ---------------------------------- | -- |
| 242 | 1        | "Deep Breath" "Respire Fundo"                                  | Ben Wheatley      | Steven Moffat                  | 23 de agosto de 2014   | 9,17                               | 82 |
| A Tardis está de volta a Londres vitoriana, e o novo Doutor é levado aos cuidados de seus amigos, Madame Vastra, Jenny Flint e Strax. Mas há também um dinossauro exaltado atraindo as pessoas nas ruas de Londres e um homem com um rosto sinistro que definitivamente não é local... Quem é o novo Doutor e a amizade de Clara sobreviverá enquanto eles embarcam em uma assustadora missão no coração de uma conspiração alienígena? O Doutor mudou. É hora de você conhecê-lo. |          |                                                                |                   |                                |                        |                                    |    |
| 243 | 2        | "Into the Dalek" "Dentro do Dalek"                             | Ben Wheatley      | Phil Ford e Steven Moffat      | 30 de agosto de 2014   | 7,29                               | 84 |
| Em uma galaxia distante, o Doutor encontra o seu maior inimigo mais uma vez. Com o Dalek perto de uma nave rebelde solitária, só o Doutor pode ajudá-los. Confrontado com uma decisão que poderá mudar os Daleks para sempre, ele é forçado a examinar sua consciência. Encontrará ele a resposta para a pergunta, "Eu sou um homem bom?" |          |                                                                |                   |                                |                        |                                    |    |
| 244 | 3        | "Robot of Sherwood" "O Robô de Sherwood"                       | Paul Murphy       | Mark Gatiss                    | 6 de setembro de 2014  | 7,28                               | 82 |
| Em uma floresta de Sherwood banhada pelo sol, o Doutor descobre um plano maligno de além das estrelas e forma uma improvável aliança com Robin Hood. Com toda Nottingham em jogo, o Doutor deve decidir quem é real e quem é falso. Heróis impossíveis podem realmente existir? |          |                                                                |                   |                                |                        |                                    |    |
| 245 | 4        | "Listen" "Escute"                                              | Douglas Mackinnon | Steven Moffat                  | 13 de setembro de 2014 | 7,01                               | 82 |
| Quando fantasmas do passado e futuro se reúnem em suas vidas, o Doutor e Clara são jogados em uma aventura que os levará até o fim do universo. O que acontece quando o Doutor está sozinho? E o que assusta o grande homem do espaço e tempo? Escute! |          |                                                                |                   |                                |                        |                                    |    |
| 246 | 5        | "Time Heist" "O Roubo do Tempo"                                | Douglas Mackinnon | Steve Thompson e Steven Moffat | 20 de setembro de 2014 | 6,99                               | 84 |
| O Doutor se transforma em um ladrão de banco quando lhe é dada uma tarefa que não se pode recusar: roubar o banco mais perigoso do cosmos. Com a ajuda de uma bela metamorfo e um gamer cyber-aumentado, o Doutor e Clara devem achar um caminho entre a segurança mortal e ficar cara a cara com o temível Varredor: uma criatura de poder assustador que pode detectar culpa. |          |                                                                |                   |                                |                        |                                    |    |
| 247 | 6        | "The Caretaker" "O Zelador"                                    | Paul Murphy       | Gareth Roberts e Steven Moffat | 27 de setembro de 2014 | 6,82                               | 83 |
| O aterrorizante Skovox Blitzer está pronto para destruir toda a humanidade – mas pior ainda, a qualquer segundo, o Doutor e Danny Pink vão finalmente se conhecer. Quando eventos assustadores ameaçam Coal Hill School, o Doutor decide se disfarçar. |          |                                                                |                   |                                |                        |                                    |    |
| 248 | 7        | "Kill the Moon" "Matando a Lua"                                | Paul Wilmshurst   | Peter Harness                  | 4 de outubro de 2014   | 6,91                               | 82 |
| Em um futuro próximo, o Doutor e Clara encontram-se em um ônibus espacial rumo a uma missão suicida na Lua. Posando na superfície lunar, eles encontram uma base de mineração cheia de cadáveres, criaturas cruéis parecidas com aranhas prestes a atacar e um dilema terrível.Quando Clara recorre ao Doutor para ajudá-la, ela tem o maior choque de sua vida. |          |                                                                |                   |                                |                        |                                    |    |
| 249 | 8        | "Mummy on the Orient Express" "A Múmia no Expresso do Oriente" | Paul Wilmshurst   | Jamie Mathieson                | 11 de outubro de 2014  | 7,11                               | 85 |
| O Doutor e Clara estão no mais bonito trem da história, navegando entre as estrelas do futuro - mas eles não sabem que uma criatura mortal está perseguindo os passageiros. Depois de ver a múmia você só tem mais 66 segundos de vida. Sem exceções, sem adiamentos. Com o Doutor lutando contra o relógio, Clara o vê em seu estado mais mortal e cruel e percebe que é hora de dizer adeus. Ele vai descobrir como derrotar a múmia?                                            |          |                                                                |                   |                                |                        |                                    |    |
| 250 | 9        | "Flatline" "Os Achatados"                                      | Douglas Mackinnon | Jamie Mathieson                | 18 de outubro de 2014  | 6,71                               | 85 |
| Separada do Doutor, Clara descobre uma nova ameaça de outra dimensão. Mas como você se esconde quando nem as paredes oferecem proteção? Com pessoas para salvar e o Doutor preso, Clara se depara com um inimigo que existe além da percepção humana. |          |                                                                |                   |                                |                        |                                    |    |
| 251 | 10       | "In the Forest of the Night" "Na Floresta da Noite"            | Sheree Folkson    | Frank Cottrell Boyce           | 25 de outubro de 2014  | 6,92                               | 83 |
| Em uma manhã, em todas as cidades do mundo, a raça humana desperta para ver a mais surpreendente invasão até agora. Em todos os lugares, em todas as cidades, uma floresta cresceu durante a noite e está tomando a terra. Não é preciso ser o Doutor para descobrir que os dias finais da humanidade chegou... |          |                                                                |                   |                                |                        |                                    |    |
| 252a | 11       | "Dark Water" "Água Escura"                                     | Rachel Talalay    | Steven Moffat                  | 1 de novembro de 2014  | 7,34                               | 85 |
| No misterioso mundo de Netherosfera, planos foram elaborados. Missy está prestes a ficar cara a cara com o Doutor e uma escolha impossível se aproxima. "A Morte não é o fim" promete a organização sinistra conhecida apenas como 3W - mas com a descoberta do Doutor e Clara você pode querer que seja. |          |                                                                |                   |                                |                        |                                    |    |
| 252b | 12       | "Death in Heaven" "Morte no Paraíso"                           | Rachel Talalay    | Steven Moffat                  | 8 de novembro de 2014  | 7,60                               | 83 |
| Com Cyborgues nas ruas de Londres velhos amigos se unem contra velhos inimigos e o Doutor tem uma nova e surpreendente função. Será que ele pode conter a poderosa Missy? Sacrifícios devem ser feitos enquanto o Doutor enfrenta um de seus maiores desafios. |          |                                                                |                   |                                |                        |                                    |    |

## Elenco
| |  |  |
| Peter Capaldi foi anunciado em Agosto de 2013, e Jenna Coleman confirmou o seu retorno em março de 2013 |  |  |

Em Junho de 2013, Matt Smith anunciou sua saída da série após o especial de natal. "The Time of The Doctor". Seu substituto, Peter Capaldi foi anunciado após semanas de especulação em um especial ao vivo, "Doctor Who Live: The Next Doctor" no dia 04 de agosto de 2013.
Em outubro de 2013, a atriz Neve McIntosh confirmou o retorno de Madame Vastra, Jenny e Strax para o primeiro episódio da temporada. Em 24 de fevereiro de 2014, Samuel Anderson se juntou ao elenco recorrente, interpretando o professor Danny Pink.
Após a confirmação do retorno do elenco recorrente e a adição de Samuel Anderson, em março de 2014 foram anunciados o elenco convidado, Tom Riley, Ben Miller, Hermione Norris, Frank Skinner, Foxes, Christopher Fairbank, Sanjeev Bhaskar e Chris Addison.
Jemma Redgrave e Ingrid Oliver reprisam o papéis de Kate Stewart e Osgood, respectivamente no final de temporada "Death in Heaven". Michelle Gomez foi a última a ser anunciada no elenco como Missy, originalmente o anuncio para o fim de temporada, mas ela apareceu em outros episódios .

### Elenco Principal
- Peter Capaldi como O Doutor (12 episódios)
- Jenna Coleman como Clara Oswald (12 episódios)

### Elenco Recorrente
- Samuel Anderson como Danny Pink (8 episódios)
- Michelle Gomez como Missy (4 episódios)
- Neve Mcintosh como Madame Vastra (1 episódio)
- Catrin Steward como Jenny Flint (1 episódio)
- Dan Starkey como Strax (1 episódio)
- Jemma Redgrave como Kate Stewart (1 episódio)
- Ingrid Oliver como Osgood (1 episódio)
- Chris Addison  como Seb (1 episódio)
- Ellis George como Courtney Woods (1 episódio)
- Nicholas Briggs como Daleks / Cybermen (voz) (1 episódio)

### Elenco Convidado
- Matt Smith como O Doutor (1 episódio)
- Peter Ferdinando como Half-Face Man (1 episódio)
- Paul Hickey como Inspetor Gregson (1 episódio)
- Tom Riley[21] como Robin Hood (1 episódio)
- Ben Miller[22] como Xerife de Nottingham (1 episódio)
- Michael Smiley como Coronel Blue (1 episódio)
- Zawe Ashton como Journey Blue (1 episódio)
- Robert Goodman como Reg (1 episódio)
- Jonathan Bailey como Psi (1 episódio)
- Pippa Bennett-Warner como Saibra (1 episódio)
- Roger Ashton-Griffiths como Master Quail (1 episódio)
- Keeley Hawes como Srª Delphox (1 episódio)
- Christopher Fairbank como Fenton (1 episódio)
- Joivan Wade como Rigsy (1 episódio)
- Foxes[23] como Singer (1 episódio)
- Trevor Cooper como Friar Tuck
- Ian Hallard como Alan-a-dale (1 episódio)
- Hermione Norris como Lundvik (1 episódio)
- Frank Skinner como Perkins (1 episódio)

## Espectadores no Reino Unido
- "Overnight" - Audiência na noite de exibição do episódio, contando a exibição ao vivo e gravações vista no mesmo dia.
- "Final" - Os números incluem as gravações vista dentro de uma semana
- "Live Plus 7" - Contam os números das reprises e a exibição online no iPlayer no prazo de uma semana após o episódio.
- AI - Indicador de Apreciação da Audiência
  - 90 ou mais - Excepcional
  - 85 ou mais - Excelente
  - 60 ou menos - Ruim
  - 55 ou menos - Muito Ruim

| Episódio                    | Overnight    | Final        | Live Plus 7   | AI |
| --------------------------- | ------------ | ------------ | ------------- | -- |
| Deep Breath                 | 6.80 Milhões | 9.17 Milhões | 10.76 Milhões | 82 |
| Into the Dalek              | 5.20 Milhões | 7.29 Milhões | 8.26 Milhões  | 84 |
| Robot of Sherwood           | 5.20 Milhões | 7.28 Milhões | 8.25 Milhões  | 82 |
| Listen                      | 4.80 Milhões | 7.01 Milhões | 7.80 Milhões  | 82 |
| Time Heist                  | 4.93 Milhões | 6.99 Milhões | 7.96 Milhões  | 84 |
| The Caretaker               | 4.89 Milhões | 6.82 Milhões | 7.76 Milhões  | 83 |
| Kill the Moon               | 4.81 Milhões | 6.91 Milhões | 7.83 Milhões  | 82 |
| Mummy on the Orient Express | 5.08 Milhões | 7.11 Milhões | 8.09 Milhões  | 85 |
| Flatline                    | 4.60 Milhões | 6.71 Milhões | 7.85 Milhões  | 85 |
| In the Forest of the Night  | 5.03 Milhões | 6.92 Milhões | 7.79 Milhões  | 83 |
| Dark Water                  | 5.27 Milhões | 7.34 Milhões | 8.52 Milhões  | 85 |
| Death in Heaven             | 5.45 Milhões | 7.60 Milhões | 8.81 Milhões  | 83 |